# Věra Chytilová
Věra Chytilová (Ostrava, 2 de febrero de 1929 - Praga, 12 de marzo de 2014) fue una directora de cine checa de vanguardia y pionera de la Nueva Ola de cine checoslovaco. Su filme más conocido es Sedmikrásky (Las margaritas), realizado en el año 1966.

## Trayectoria
Věra Chytilová nació en OStrava, Checoslovaquia, el 2 de febrero de 1929. Tuvo una educación estrictamente católica. Inicialmente, estudió filosofía y arquitectura, y dejó de estudiar para trabajar como modelo y retocadora de fotografías antes de trabajar como chica de claqueta en los Estudios Barrandov en Praga. Al interesarse en el cine, ingresó a la Escuela de Cine y Televisión de la Academia de Artes Escénicas de Praga (FAMU), donde tuvo como maestro a Otakar Vávra. Al graduarse, en 1961, sus cortometrajes Techo (1961) y Bolsa de Pulgas (1962) fueron estrenados en cines checoslovacos. Su ópera prima, O něčem jiném, es considerada como una de las películas detonadoras de la nueva ola checoslovaca, movimiento cinematográfico donde Chytilová representó la faceta más experimental.
Chytilová, quien se definió como individualista más que feminista enfocó su cine en presentar historias sobre mujeres y su posición en la sociedad checa, siendo Las margaritas una de las obras más representativas. Por su contenido lascivo e inmoral, además del desperdicio de comida en su escena final, la película fue prohibida en Checoslovaquia.
Tras la invasión de la Unión Soviética , decidió quedarse en su país, alegando que "hacer cine es una misión". Aunque no estaba oficialmente en lista negra, enfrentó diversas situaciones que le impidieron tanto producir cine como asistir a distintos eventos internacionales relacionados al Día Internacional de la Mujer y homenajes a cineastas mujeres, hecho que denunció en la carta Yo quiero trabajar, enviada en 1975 al entonces presidente Gustav Husák.La carta, así como la influencia de sus colegas, le permitió rodar y estrenar Hra o jablko, titulada en español como El juego de la manzana. 3 años después, se le permitió hacer una película "de rehabilitación", Panelstory o cómo nace una urbanización, que al ser crítica con el régimen tuvo una distribución limitada.
Falleció en Praga el 12 de marzo de 2014 a los 85 años de edad.

## Filmografía
| Año  | Título en checo                      | Título en español                       | Notas                                             |
| ---- | ------------------------------------ | --------------------------------------- | ------------------------------------------------- |
| 2009 | O láskách týraných                   | El alma tiránica                        |                                                   |
| 2006 | Hezké chvilky bez záruky             | Garantía de momentos placenteros        |                                                   |
| 2005 | Pátrání po Ester                     | La búsqueda de Ester                    |                                                   |
| 2003 | Trója v proměnách času               | Troya a través de los tiempos           |                                                   |
| 2001 | Vyhnání z ráje                       | Expulsión del Paraíso                   |                                                   |
| 2000 | Vzlety a pády                        | Despegue y caída                        |                                                   |
| 1998 | Pasti, pasti, pastičky               | Trampa, trampa, trampas                 |                                                   |
| 1993 | Dědictví aneb Kurvahošigutntag       | Herencia o Buendiamuchachoacogerafuera  |                                                   |
| 1991 | Mí Pražané mi rozumějí               | Mi gente de Praga me conoce             |                                                   |
| 1988 | Kopytem sem, kopytem tam             | Aquí un casco allí una pezuña           |                                                   |
| 1987 | Šasek a královna                     | El bufón y la reina                     |                                                   |
| 1985 | Vlčí bouda                           | La choza del lobo                       |                                                   |
| 1983 | Faunovo velmi pozdní odpoledne       | La misma siesta de un fauno             |                                                   |
| 1981 | Chytilová versus Forman              |                                         |                                                   |
| 1980 | Kalamita                             | Calamidad                               |                                                   |
| 1979 | Panelstory aneb Jak se rodí sídliště | Panelstory o cómo nace una urbanización |                                                   |
| 1978 | Čas je neúprosný                     | El tiempo es implacable                 | Documental                                        |
| 1976 | Hra o jablko                         | El juego de la manzana                  |                                                   |
| 1969 | Ovoce stromů rajských jíme           | Los frutos prohibidos del paraíso       |                                                   |
| 1966 | Sedmikrásky                          | Las margaritas                          |                                                   |
| 1965 | Perličky na dně                      | Perlas en las profundidades             | Segmento "At the world restaurant" (Automat Svět) |
| 1963 | O něčem jiném                        | Sobre mujeres diferentes                |                                                   |
| 1962 | Pytel blech                          | Bolsa de pulgas                         | Cortometraje                                      |
| 1962 | Strop                                | Techo                                   | Cortometraje                                      |

## Premios y reconocimientos
| Año  | Organización                                   | Premio                                          | Nominación                        | Resultado                         |
| ---- | ---------------------------------------------- | ----------------------------------------------- | --------------------------------- | --------------------------------- |
| 2001 | León Checo                                     | Premio al logro artístico                       |                                   | Ganadora                          |
| 2001 | Premios de la Crítica Cinematográfica Checa    | Mejor documental                                | Vzlety a pády                     | Ganadora                          |
| 2000 | Festival Internacional de Cine de Karlovy Vary | Premio a Contribución Destacada al Cine Mundial |                                   | Ganadora                          |
| 1998 | Festival Internacional de Cine de Venecia      | Premio Elvira Notari                            | Pasti, pasti, pastičky            | Ganadora                          |
| 1993 | Festival Internacional de Cine de Moscú        | Golden St. George                               | Dědictví aneb Kurvahošigutntag    | Nominada                          |
| 1993 | Festival Internacional de Cine de Chicago      | Gold Hugo                                       | Dědictví aneb Kurvahošigutntag    | Nominada                          |
| 1970 | Festival Internacional de Cine de Chicago      | Premio Especial del Jurado                      | Los frutos prohibidos del paraíso | Ganadora                          |
| 1987 | Festival Internacional de Cine de Berlín       | Oso de Oro                                      | Vlčí bouda                        | Nominada                          |
| 1970 | Festival de Cannes                             | Palma de Oro                                    | Los frutos prohibidos del paraíso | Nominada                          |
| 1967 | Cahiers du Cinema                              | Mejor Película                                  | Las margaritas                    | 7° lugar, empate con La religiosa |